# Liste der Baudenkmale in Kruckow
In der Liste der Baudenkmale in Kruckow sind alle denkmalgeschützten Bauten der Gemeinde Kruckow (Mecklenburg-Vorpommern) und ihrer Ortsteile aufgelistet. Grundlage ist die Veröffentlichung der Denkmalliste des Kreises Demmin mit dem Stand vom 18. Dezember 1996.

## Baudenkmale nach Ortsteilen

### Kruckow
| ID | Lage | Bezeichnung | Beschreibung | Bild |
| -- | ---- | ----------- | --- | ---- |
|    |      | Lenné-Park  | Entworfen von Peter Joseph Lenné; das Kruckower Schloss, 1884 erbaut für Adolf Freiherr von Maltzahn, brannte 1948 ab. |      |

### Kartlow
| ID | Lage    | Bezeichnung                                                                   | Beschreibung | Bild           |
| -- | ------- | ----------------------------------------------------------------------------- | --- | -------------- |
|    | (Karte) | Schlossanlage mit Schloss, Lenné-Park, zwei Wirtschaftsgebäuden, Schlossmauer | 2-gesch, 18-achs. sanierter Putzbau mit differenzierten Formen und zwei Türmchen mit außermittigem 3-gesch. Risalit 1858 nach dem Vorbild des Renaissanceschlosses Chambord nach Plänen von Friedrich Hitzig, Schwerin, für Woldemar von Heyden erbaut. Gut von 1292 bis 1945 im Besitz der Familie von Heyden. Park nach Entwürfen von Peter Joseph Lenné; jedoch stark verändert. | Weitere Bilder |
|    | (Karte) | Kirche mit Feldsteintrockenmauer und Mausoleum                                | Gotischer, eingerückter, quadr. Chor aus Feldstein mit 8-eckigen Sterngewölbe und östl. gotischer Fenstergruppe, 1249 geweiht. Einschiffiges Langhaus aus Backstein aus der zweiten Hälfte des 13. Jh. Turm mit Spitzhelm, Glocke und die Treppengiebel von 1869/70; Taufbecken 13. Jh., neugotische Holzausstattung, Barnim Grüneberg – Orgel von 1870.                            | Weitere Bilder |
|    |         | Meilenstein (Meilenobelisk, Kreuzung: Völschow, Heydenhof)                    | |                |
|    |         | Meilenstein (Meilenobelisk, in Richtung Schloss)                              | |                |
|    |         | Meilenstein (km 5 an der Straßenbiegung Kruckow/Völschow)                     | |                |

### Osten
| ID | Lage | Bezeichnung                                                                             | Beschreibung | Bild           |
| -- | ---- | --------------------------------------------------------------------------------------- | ------------ | -------------- |
|    |      | zwei Burgruinen, einschließlich Trenngraben an der Tollense                             |              | Weitere Bilder |
|    |      | Meilenstein (Meilenobelisk, an der Wegkreuzung: Osten, Schmarsow, Vanselow, Alt-Tellin) |              |                |

### Schmarsow
| ID | Lage    | Bezeichnung                                                           | Beschreibung | Bild     |
| -- | ------- | --------------------------------------------------------------------- | --- | -------- |
|    | (Karte) | Gutshaus                                                              | Barocker, sanierter, 2-gesch., 8-achs. Putzbau als 3-Flügelanlage in U-Form von 1698 mit hohem Sockelgeschoss auf älteren Fundamenten, seit 2006 Ferienanlage | Gutshaus |
|    | (Karte) | Kirche                                                                | | Kirche   |
|    |         | Meilenstein (Meilenobelisk, an der Kreuzung Kartlow, Osten, Vanselow) | |          |

## Quelle
- Bericht über die Erstellung der Denkmallisten sowie über die Verwaltungspraxis bei der Benachrichtigung der Eigentümer und Gemeinden sowie über die Handhabung von Änderungswünschen (Stand: Juni 1997)

- Karte mit allen Koordinaten:
- OSM |
- WikiMap